# Amanda Gorman
Amanda Gorman (Los Angeles, 7 de març de 1998) és una poetessa i activista estatunidenca. Gorman és la primera persona que ha estat nomenada Poeta Nacional Juvenil Llorejada als Estats Units. Va publicar el llibre de poesia The One for Whom Food Is Not Enough el 2015. El seu art i activisme se centren en temes d'opressió, feminisme, raça i marginació, així com en la diàspora africana.
El gener de 2021, en llegir el seu poema «The Hill We Climb» (El pujol que pugem) a la investidura de Joe Biden va ser la poetessa més jove a mai intervenir en una presa de possessió presidencial. Va dir que l'assalt al Capitoli del 6 de gener l'havia inspirada per acabar-lo.

## Trajectòria
Gorman va néixer a Los Angeles i va ser criada per la seva mare, una professora anomenada Joan Wicks, amb els seus dos germans. Té una germana bessona, Gabrielle, que és activista. Gorman ha dit que va créixer en un ambient amb accés limitat a la televisió. Va tenir un impediment de la parla que no va superar fins als catorze anys. En una entrevista al New York Times, el 2018, es descrivia a si mateixa com una «nena rara» que gaudia de la lectura i l'escriptura, activitats que van ser encoratjades per la seva mare; també confessava patir un desordre de processament auditiu i ser hipersensible al so.
Gorman va assistir a New Roads, una escola privada a Santa Monica, i va estudiar sociologia a la Universitat Harvard. L'abril de 2017 va guanyar el títol anual, que es concedia per primera vegada, de jove poeta nacional llorejat, reconeixement al poeta adolescent que destaca, no sols per un extraordinari talent literari sinó també pel seu lideratge i un notori compromís amb la comunitat.
Va voler convertir-se en delegada de la joventut per a l'Organització de les Nacions Unides el 2013, després de veure un discurs de la guanyadora pakistanesa del Premi Nobel de la Pau Malala Yousafzai. Gorman va ser triada com la jove poetessa llorejada de Los Angeles el 2014. Va publicar el llibre de poesia The One for Whom Food Is Not Enough el 2015.
Gorman va fundar l'organització sense ànim de lucre One Pen One Page, que dirigeix un programa d'escriptura i lideratge juvenil. El 2017, es va convertir en la primera jove poetessa que va obrir la temporada literària de la Biblioteca del Congrés dels Estats Units, i ha llegit la seva poesia al canal MTV. La Biblioteca i Museu Morgan va adquirir el seu poema «In This Place (An American Lyric)» i ho va exposar el 2018 prop de les obres d'Elizabeth Bishop. El 2017, Gorman va ser la primera autora a aparèixer al Llibre del Mes de l'Institut XQ, un programa mensual on es comparteixen els llibres favorits de la Generació Z. Va escriure un homenatge als atletes negres per Nike, i té un acord amb l'editorial Viking Children's Books per escriure dos llibres il·lustrats per a nens.
El 2017, Gorman va anunciar que volia postular per a presidenta el 2036.